# Hugayat Tower
Hugayat Tower (poznat i kao Hokait Tower) je neboder koji se nalazi u saudijskom grad Khobaru. Nalazi se pokraj ceste kralja Abdula Aziza, u poslovnoj četvrti grada. S visinom od 133 metara, to je najviša zgrada u Istočnoj provinciji, u Saudijskoj Arabiji. Izgradnja Hugayat Towera je dovršena 2007., troškovi cijelog projekta iznosili su 100 milijuna USD.

## Vanjske poveznice
- Arab Builder[neaktivna poveznica]
- eNotes
- Ask.com[neaktivna poveznica]